# Électuaire
L'électuaire (leituaire, lettuaire en ancien français) est une forme galénique pâteuse de médicament, associant jusqu'à plus d'une centaine de  substances supposées actives et administrée par voie orale.
Préparé par l'apothicaire, il faisait partie de la « polypharmacie » médiévale. La thériaque en fut un exemple célèbre. 
Les recettes d'électuaire étaient nombreuses (entre décembre 1339 et juillet 1340, Pierre François, apothicaire sous le pontificat de Benoît XII, en a livré 69 recettes, tant pour des usages laxatifs que cordiaux (tam usualibus laxativis quam cordialibus) ; elles étaient notamment réunies dans les antidotaria (ou antidotaires) , notamment retrouvés dans le Codex medicamentarius parisiensis de 1638.

## Exemples
Pierre de Cerdona, apothicaire à la cour du Pape, parfois prénommé Perrin ou Pétrin (Perrinus ou Petrinus), a pu par exemple y utiliser des feuilles d'or.
Parmi les drogues vendues par les apothicaires à la cour du pape d’Avignon se trouvent
- Electuarum cordiale : Electuaire cordial
  - cum cubebis et auro : avec cubèbes et or
  - cum feniculo et auro : avec fenouil et or
  - cum festussis : avec fétuques
  - cum ruca : avec de la roquette (Eruca)
- Electuarum laxativum : Electuaire laxatif

Des électuaires à base d’opium (souvent dits opiats) servaient d'antidotes à certains poisons ou à des venins de serpents. Les plus célèbres (Mithridate et thériaque d'Andromaque) associaient jusqu’à une centaine d’ingrédients (dont de la chair de vipère dans le second cas). Cette polypharmacie demandait un temps de préparation souvent plus long que celui de survie du patient. En 1683 Thomas Sydenham (médecin anglais) a inventé un laudanum liquide bien plus facile à préparer et administrer que les électuaires, aujourd'hui obsolètes[réf. souhaitée].

## Composition
L'électuaire était généralement constitué de poudres ou de pulpe, le plus souvent d'origine végétale, mélangées à du sirop ou, plus souvent, à du miel.  